# Орьон
Орьо́н (фр. Orion) — коммуна во Франции, находится в регионе Аквитания. Департамент — Атлантические Пиренеи. Входит в состав кантона Ортез и Тер-де-Гав и дю Сель. Округ коммуны — Олорон-Сент-Мари.
Код INSEE коммуны — 64427.

## География

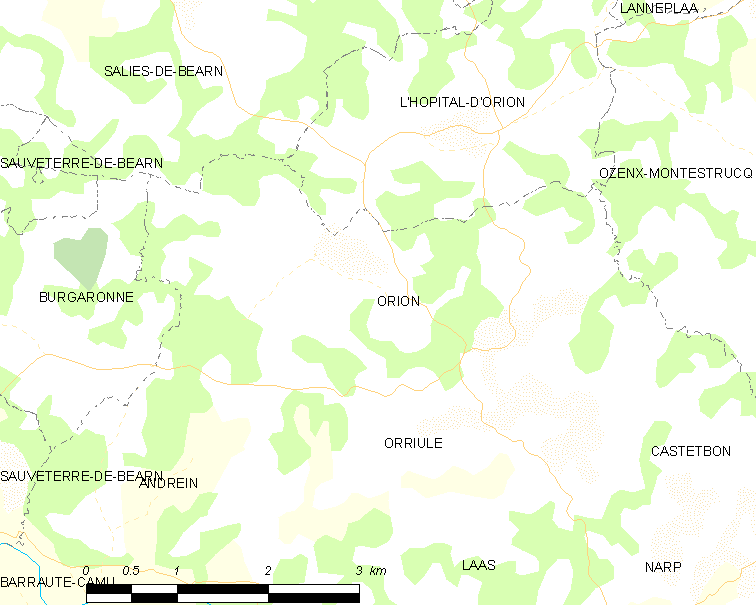
Карта коммуны

Коммуна расположена приблизительно в 660 км к югу от Парижа, в 160 км южнее Бордо, в 45 км к западу от По.
На северо-востоке коммуны протекает река Аррьюгран (фр. Arriougrand).

### Климат
Климат тёплый океанический. Зима мягкая, средняя температура января — от +5°С до +13°С, температуры ниже −10 °C бывают редко. Снег выпадает около 15 дней в году с ноября по апрель. Максимальная температура летом порядка 20-30 °C, выше 35 °C бывает очень редко. Количество осадков высокое, порядка 1100 мм в год. Характерна безветренная погода, сильные ветры очень редки.

## Население
Население коммуны на 2010 год составляло 155 человек.
| 1962 | 1968 | 1975 | 1982 | 1990 | 1999 | 2010 |
| ---- | ---- | ---- | ---- | ---- | ---- | ---- |
| 185  | 169  | 174  | 167  | 154  | 169  | 155  |

## Администрация
| Период | Период | Фамилия          | Партия | Примечания |
| ------ | ------ | ---------------- | ------ | ---------- |
| 1995   | 2014   | Жан Дюфо         |        |            |
| 2014   | 2020   | Мари-Франс Кутюр |        |            |

## Экономика
В 2010 году среди 102 человек трудоспособного возраста (15-64 лет) 68 были экономически активными, 34 — неактивными (показатель активности — 66,7 %, в 1999 году было 69,8 %). Из 68 активных жителей работали 65 человек (39 мужчин и 26 женщин), безработных было 3 (0 мужчин и 3 женщины). Среди 34 неактивных 7 человек были учениками или студентами, 18 — пенсионерами, 9 были неактивными по другим причинам.

## Фотогалерея

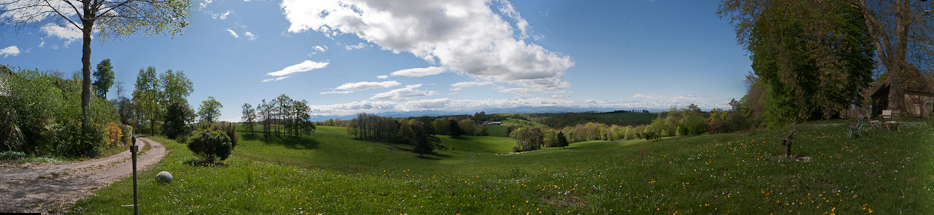
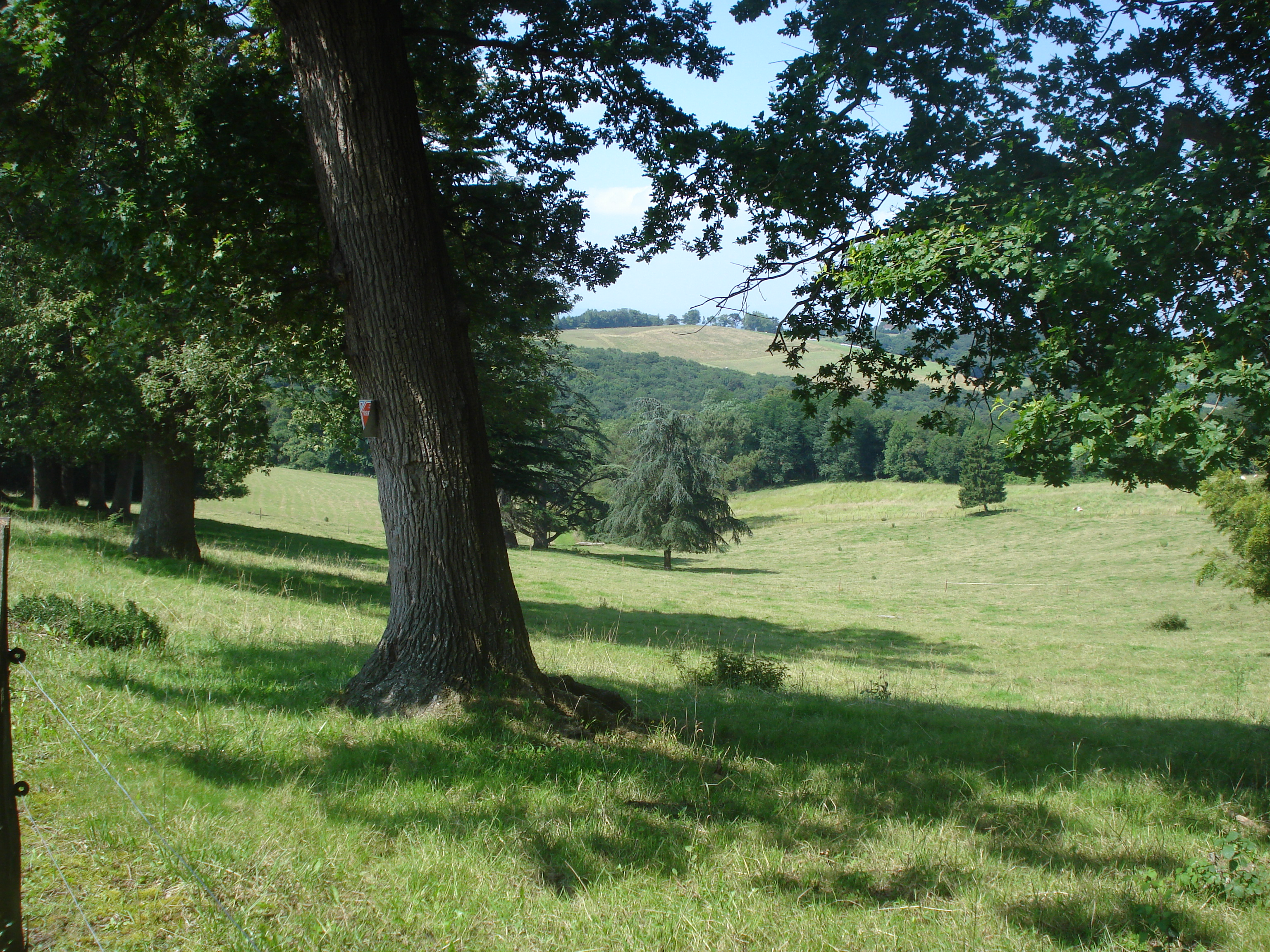
Вид на восток от Орьона
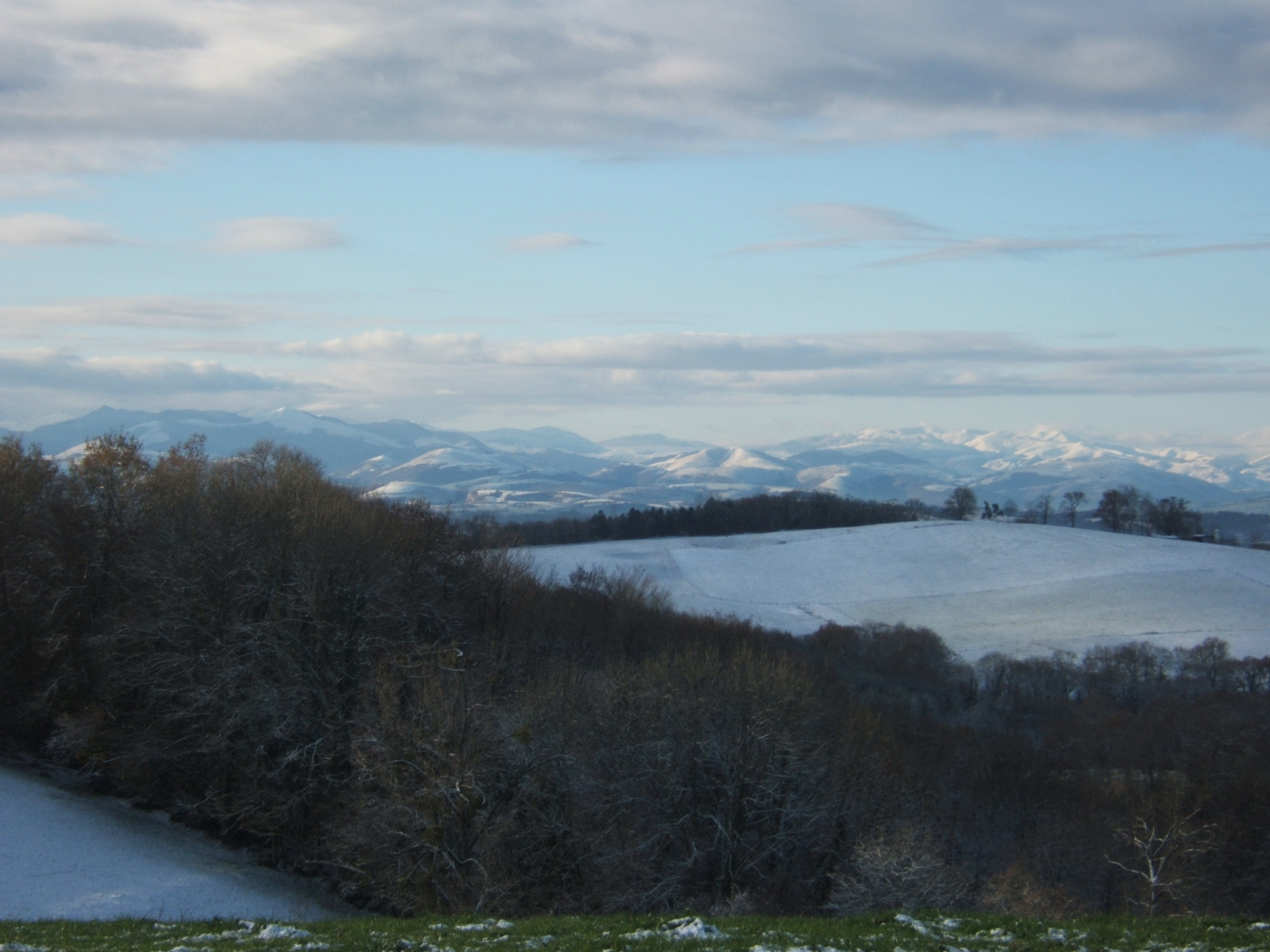
Вид на Пиренеи
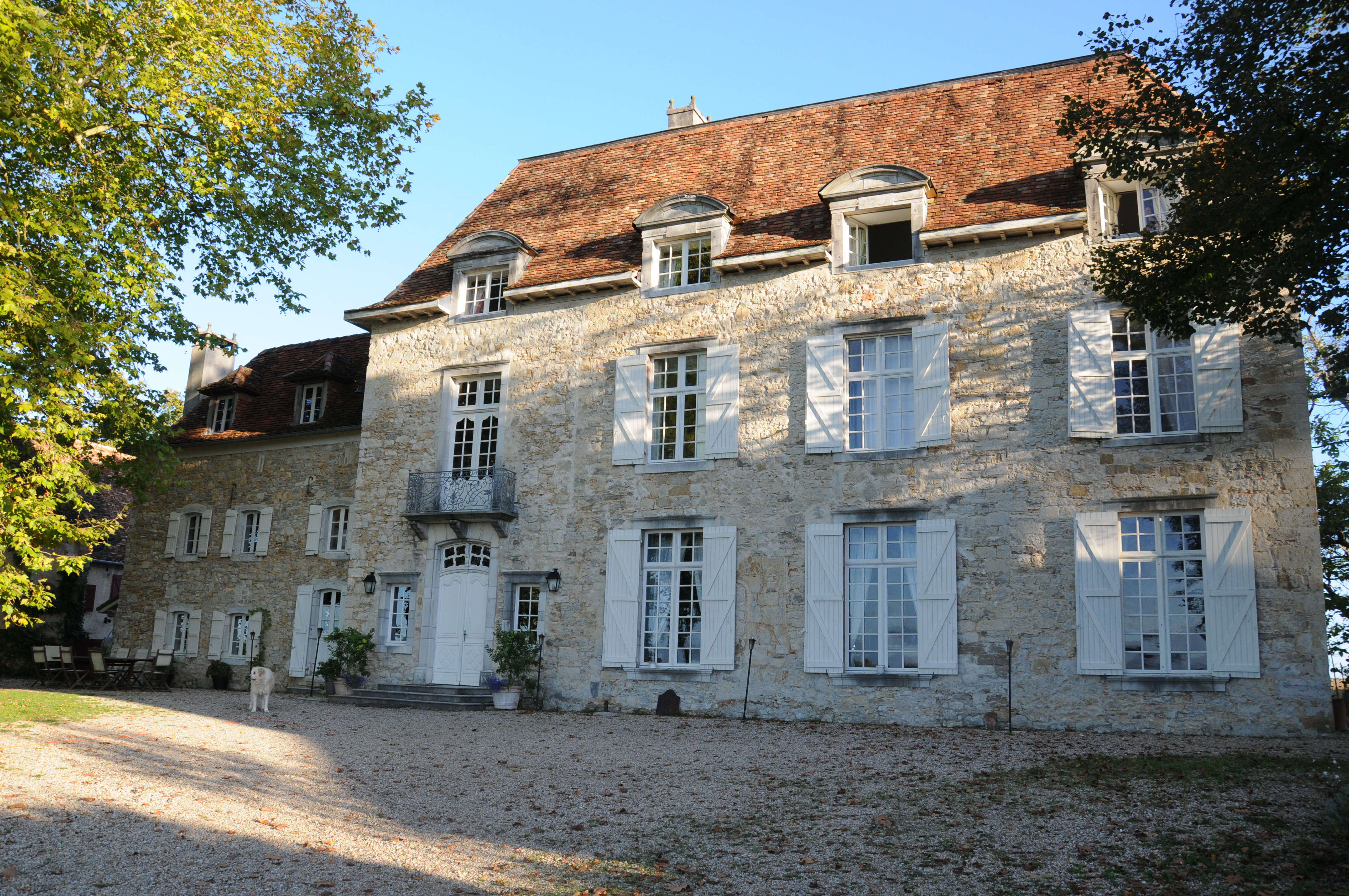
Замок Орьон
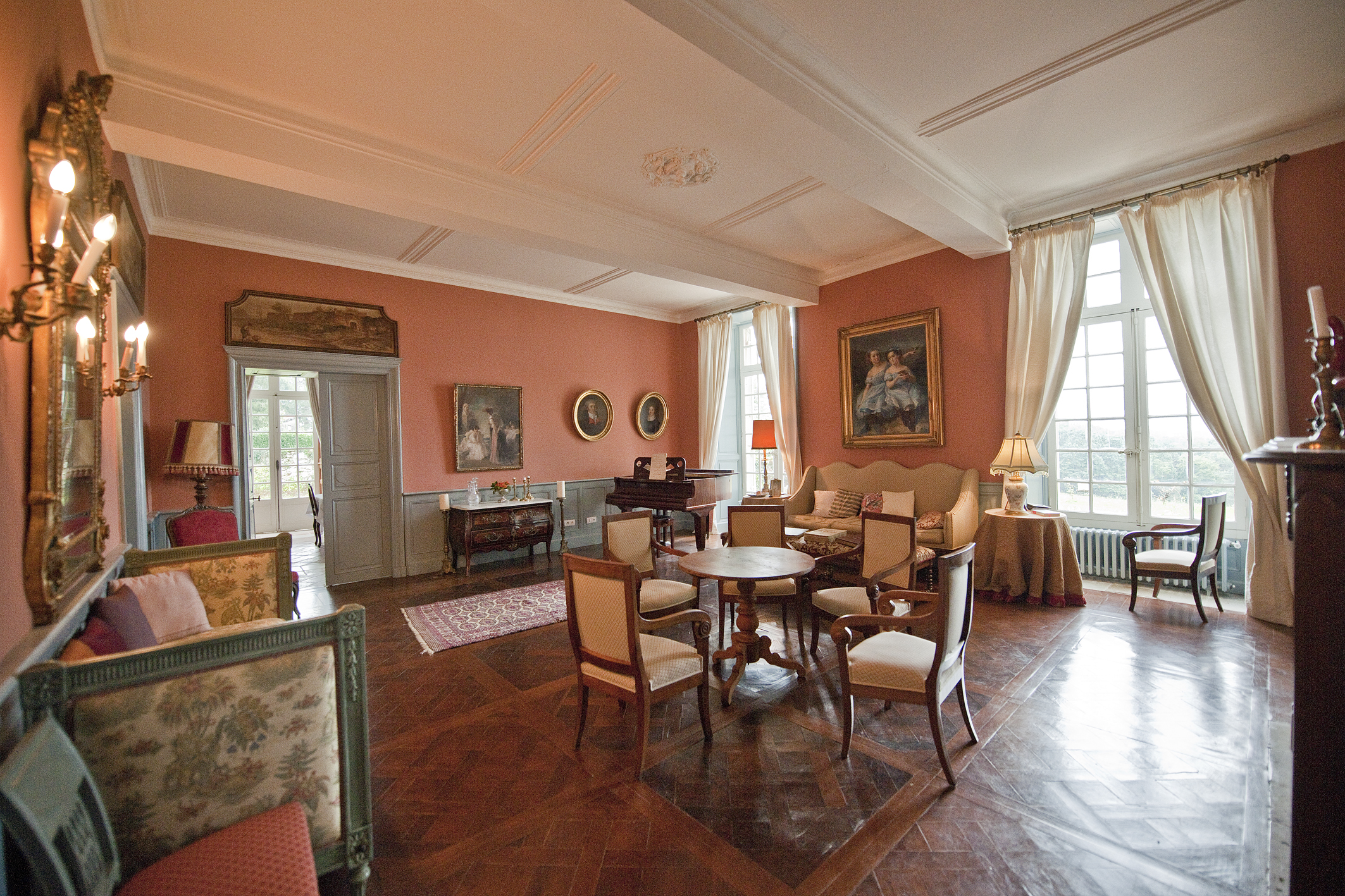
Интерьер замка